# Fórum de Governadores do Brasil Central
O Fórum de Governadores Brasil Central, mais conhecido como Fórum do Brasil Central, é um evento organizado pelo Consórcio Interestadual de Desenvolvimento do Brasil Central (BrC). Nele, governadores dos entes que compõem o Consórcio (Distrito Federal, Goiás, Maranhão, Mato Grosso, Mato Grosso do Sul, Rondônia  e Tocantins) se reúnem junto com secretários de estados para deliberar e com estudiosos, embaixadores e outras autoridades para debater sobre pautas importantes para a região.
O primeiro Fórum ocorreu em 3 de julho de 2015, no Palácio Pedro Ludovico Teixeira, em Goiânia. Desde então, o evento teve presença expressiva de autoridades do setor público e privado de renome nacional e internacional. Durante os encontros foram produzidas várias manifestações apontando soluções para a região e para o país.

## História
Em 3 de julho de 2015, os governadores dos estados de Goiás, Mato Grosso, Mato Grosso do Sul, Tocantins e do Distrito Federal se reuniram no 1.º Fórum de Governadores do Brasil Central, em Goiânia (GO) com o objetivo de se unir para promover o desenvolvimento interestadual por meio de ações conjuntas, impulsionados pela participação da região central do Brasil no cenário nacional e pelo crescimento econômico ocasionado pela agropecuária e o agronegócio.
Durante a reunião, os chefes de estado criaram o grupo intitulado Movimento do Brasil Central que tinha como missão criar uma estratégia regional de desenvolvimento por meio de ações que tenham como eixos temáticos iniciais a agropecuária, logística, industrialização, educação, empreendedorismo e inovação.
O governadores também determinaram que o Fórum de Governadores e a entidade denominada Brasil Central seriam os principais instrumentos para promover ações conjuntas. Todas essas resoluções foram condensadas pelos governadores em um documento intitulado Agenda de Desenvolvimento do Brasil Central, ou Carta de Goiânia.
Durante o 2.º Fórum de Governadores, que ocorreu nos dias 6 e 7 de agosto de 2015, em Cuiabá (MT), foi definido que a entidade Brasil Central seria o primeiro consórcio público interestadual do país. Mas, para efetivar a criação do mesmo, os interessados precisavam construir o Protocolo de Intenções, obter aprovação do mesmo nas casas legislativas estaduais e firmar contrato de rateio, a partir dos moldes estabelecidos na Lei n° 11.107, de 6 de abril de 2005.
Dessa forma, durante as reuniões em Cuiabá (MT), foram definidas diretrizes principais do conteúdo do Protocolo de Intenções. Na ocasião, após aprovação dos governadores, o estado de Rondônia também passou a fazer parte do grupo.
O Protocolo de Intenções foi finalizado e assinado durante o 3.º Fórum de Governadores do Brasil Central, em Palmas, em 11 de setembro de 2015.  Com a decisão foi dado efetivamente o primeiro passo para a criação do Consórcio Interestadual de Desenvolvimento do Brasil Central (BrC). O protocolo estabeleceu que Brasília seria a sede da instituição, que o Consórcio seria uma associação pública e integraria a administração indireta de todos os entes associados.
As discussões sobre projetos e parcerias para serem desenvolvidas de forma cooperada foram iniciadas no 4.° Fórum de Governadores, em Campo Grande (MS), nos dias 1 e 2 de outubro de 2015. O Consórcio foi formalizado no 5.° Fórum de Governadores, nos dias 10 e 11 de novembro de 2015, em Brasília (DF), após aprovação do Protocolo em todos os estados.
Na ocasião foi eleito como o primeiro presidente da instituição o então Governador de Goiás, Marconi Perillo. A finalização e assinatura do estatuto do Consórcio também foi realizado durante o quinto encontro dos governadores.
Porto Velho (RO) sediou o 6.º Fórum de Governadores, nos dias 17 e 18 de dezembro. Durante o evento, além de nomear o Secretário Executivo do Consórcio, os governadores debateram sobre tese de moratória da dívida dos estados com União. O presidente do Consórcio ficou responsável por discutir sobre o assunto com o presidente do Senado à época.
Durante o ano de 2016, o Consórcio passou a estruturar parcerias para o desenvolvimento de projetos nos estados como o Pacto Interestadual de Segurança Pública. A ideia era por meio da articulação de informações estratégicas e capacitações promover um centro de inteligência que possibilitasse o planejamento e a execução de ações conjuntas entre as forças dos entes consorciados. Mas a proposta ultrapassou os limites do Consórcio Brasil Central.
Durante o Fórum dos Governadores realizado em Bonito (MS) em 18 e 19 de agosto de 2016, a secretaria executiva já relatava que além dos participantes do Consórcio, os estados de Minas Gerais, Bahia e Amazonas já tinham aderido ao pacto. Atualmente, o projeto integra mais de 20 estados da federação e não faz mais parte do escopo do Consórcio.
No Fórum dos Governadores que correu em Bonito, também foi criada a Câmara de Assessoramento de Turismo. Com ela nasceu a ideia de estruturar o projeto Roteiros Integrados de Turismo do Brasil Central que visa montar rotas que interligam pontos turísticos de mais de um estado da região, promovendo o desenvolvimento dessa área nos entes consorciados.
Nesta mesma ocasião, por meio do Governador Flávio Dino, Maranhão solicitou a entrada do Estado no Consórcio.
Durante esse ano também foi iniciado os trabalhos das câmaras de Saúde, Educação, Meio Ambiente, e do Mercado Comum. Essa última tem por objetivo promover estudos para desenvolver projeto que crie na região uma zona de livre circulação de mercadorias e serviços. Além disso, foi dado início a estruturação do projeto Estratégia Unificada de Exportações que tem por objetivo ampliar as relações comerciais dos entes consorciados.
Em dezembro de 2016, durante o Fórum de Governadores realizado em Brasília nos dias 1 e 2, os chefes de estado reconduziram a presidência do Consórcio Brasil Central o Governador de Goiás.
Durante o evento, eles também assinaram carta conjunta endereçada à Presidência da República e ao Ministério da Fazenda sobre a redução linear das taxas de juros do Fundo de Financiamento do Centro-Oeste (FCO), que tem por objetivo promover o desenvolvimento econômico e social da Região Centro-Oeste.
A entrada do Estado do Maranhão no Consórcio Brasil Central ocorreu durante a realização do Fórum de Governadores realizado em Palmas (TO), nos dias 01 e 02 de junho de 2017. Um dos motivos da entrada do estado no bloco foi potencial estratégico logístico que oferece para a ampliação das exportações da região.
Durante o Fórum de Governadores realizado nos dia  5 e 6 de dezembro de 2017, em Brasília (DF), após eleição da Assembleia Geral, o então Governador de Mato Grosso, Pedro Taques, foi eleito como presidente do Consórcio.
Na mesma ocasião, os governadores assinaram ordem de serviço para a compra compartilhada de medicamento de alto custo. A medida pretende comprar 130 medicamentos e oferecer aos entes consorciados uma redução de 5% a 10% do valor investido nesses medicamentos.
No 20.º Fórum de Governadores do Brasil Central, realizado nos dias 24 e 25 de maio, o Consórcio lançou o Projeto Aliança Municipal pela Competitividade, projeto que propõe um pacto colaborativo entre municípios e estados para melhorar a qualidade da educação, segurança pública e saúde da região.
Na ocasião os governadores e secretários de Saúde, Educação, Segurança Pública e Planejamento se comprometeram a levar o projeto adiante assinando termo de compromisso.
Durante o fórum, os governadores se uniram para reivindicar. Dessa vez, eles rejeitaram publicamente a proposta do Governo Federal de reduzir a arrecadação do Imposto Sobre Circulação de Mercadorias e Serviços (ICMS) para conceder redução do preço do combustível, atendendo a reivindicação de caminhoneiros de todo o país que se uniram em uma greve nacional.